# Cimahi (Cimahi)
De kelurahan Cimahi is een bestuurlijke eenheid in het regentschap Kuningan in de provincie West-Java, Indonesië. Het telt 2659 inwoners (volkstelling 2010).